# Klépierre
Klépierre é uma empresa francesa de investimento imobiliário.
Foi fundada em 1990 e especializou-se em propriedades comerciais. Actualmente desenvolve, detém e gere centros comerciais em França, Espanha e Itália, entre outros países europeus.
A empresa é controlada pelo BNP Paribas, que detém 52% do capital, e pertence ao índice de bolsa CAC Next 20.